# Phare de Søndre Katland

Le phare de Søndre Katland (en norvégien : Søndre Katland fyr)  est un phare côtier situé sur une petite île au sud de l'embouchure du Lyngdalsfjorden, à environ 5 kilomètres  au sud-est de la ville de Farsund, en mer du Nord. Il est géré par l'administration côtière norvégienne (en norvégien : Kystverket).

## Historique
Le phare de 14,5 mètres  de haut est blanc et construit en pierre et en béton. Il a été achevé en 1878. La lumière se trouve à une altitude de 19,5 mètres. La lumière émet un flash blanc, rouge ou vert (selon la direction) toutes les 5 secondes. Le site n'est accessible que par bateau et n'est pas ouvert au public.

## Caractéristiques dufeu maritime
Fréquence : 5 secondes (W-R-G)
Identifiant : ARLHS : NOR-240 ; NF-084100 - Amirauté : B3080 - NGA : 1736.

### Galerie

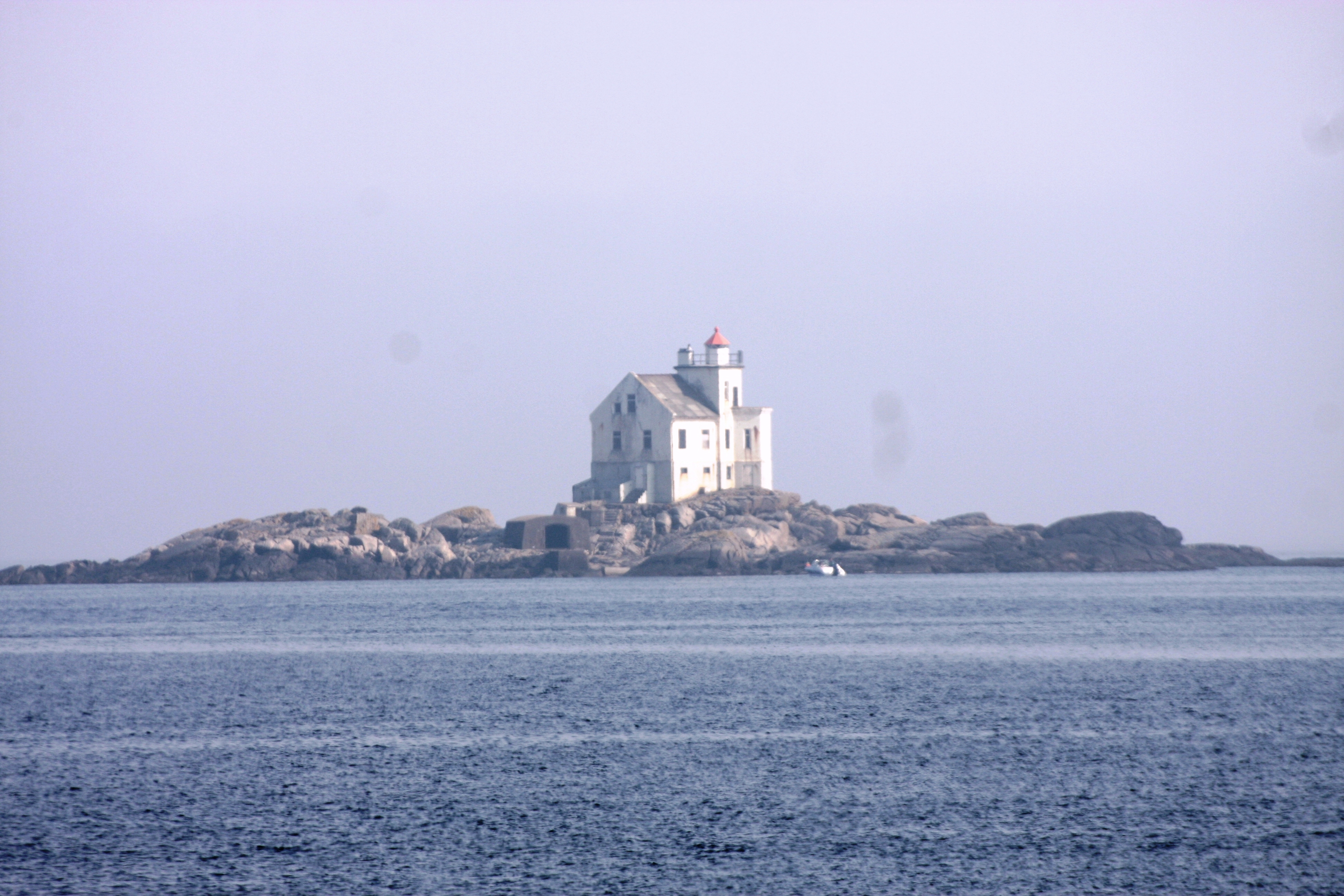
En 2011

### Lien connexe
- Liste des phares de Norvège